# İmişli (ville)
İmişli est la capitale du raion de İmişli en Azerbaïdjan. En 2014, sa population était de 31 310 habitants.